# المصاحف الهرارية

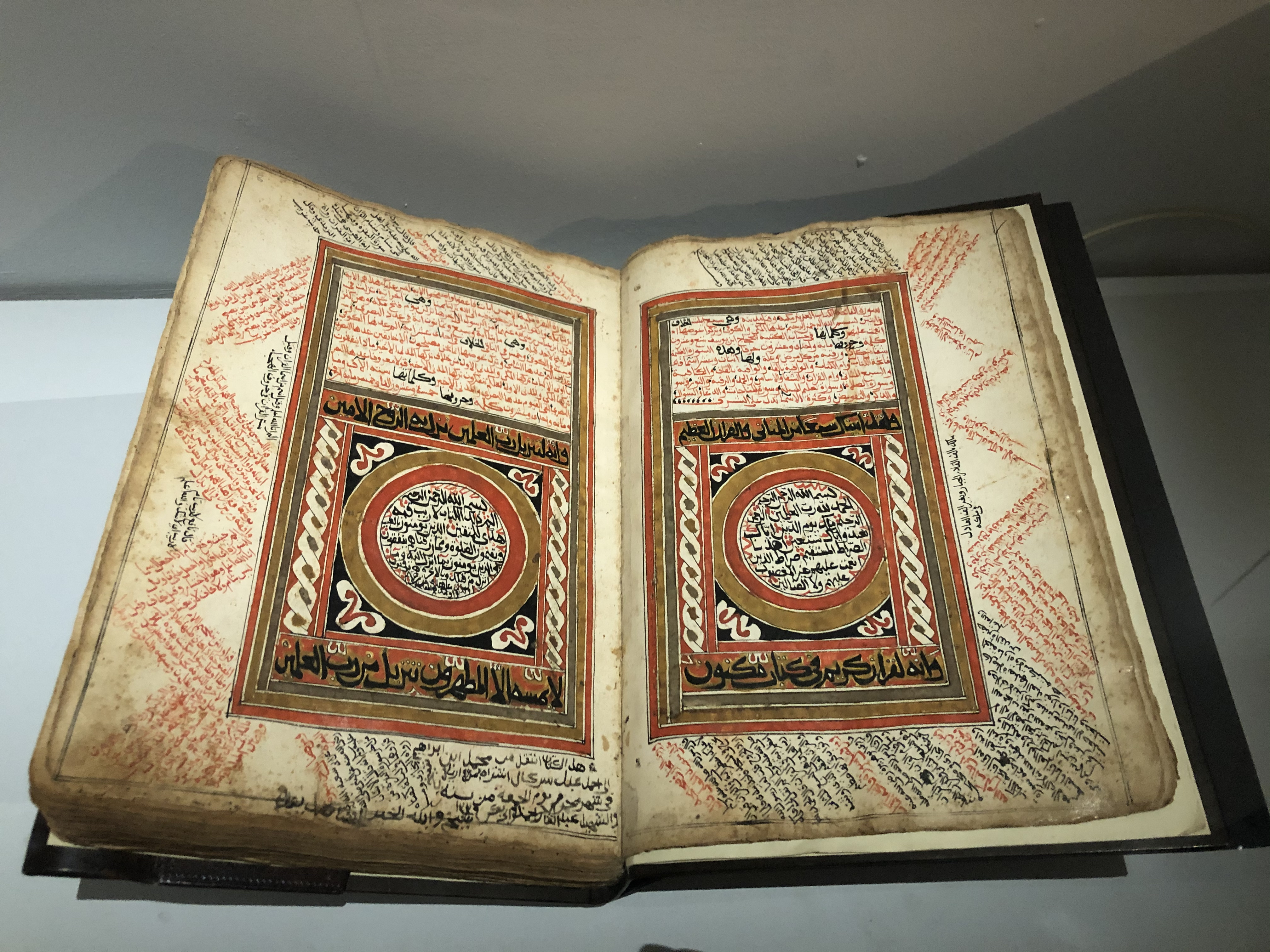
قرآن كريم بالخط الحرري الإثيوبي

مخطوطات المصاحف الهرارية هي نُسخ القرآن الكريم في منطقة هراري في إثيوبيا منذ القرن الثامن عشر؛ حيث تتمتع مدينة هرار المركزية بتقليد قوي في ممارسة الكتابة، إذ تستعين بالثقافة الفنية المحلية والدولية لخلق أسلوب قرآني فريد من نوعه.
تُعتبر مخطوطات القرآن الكريم الهرارية نتاجًا للتفاعلات الثقافية المتبادلة في مدينة ذات تدين عميق. تحتوي المخطوطات التي أنشأها كتبة هراريون في القرنين الثامن عشر والتاسع عشر على إشارات أسلوبية إلى القرآن الكريم من الهند ما قبل المغول ومصر المملوكية، بما في ذلك عناصر من الخط الهندي البيهاري وحواشي هامشية متعرجة مميزة، في حين أن الكثير من زخارفها تشترك في بعض السمات مع تلك الموجودة في القرآن الكريم المملوكي السابق. غالبًا ما تُكتب باللغة العربية، أو بالخط العجمي المشتق من العربية، على ورق إيطالي.

## هرار عند مفترق الطرق
تقع مدينة هرار عند تقاطع العديد من طرق التجارة الرئيسة، المتصلة بآسيا عبر المحيط الهندي وطرق الحرير، إلى طرق عبر شمال أفريقيا، وإلى الشرق الأوسط وأوروبا. وبفضل موقعها عند مفترق الطرق هذا، أصبحت المدينة مركزًا مبكرًا للإسلام في شرق أفريقيا. وتعتبر مدينة هرار أيضًا مكانًا مقدسًا للعديد من الحجاج، حيث أنها موطن لعشرات الأضرحة لشيخ الصوفية. هذا، إلى جانب ثقافة قوية في الأدب وإنتاج المخطوطات، جعل هرار تاريخيًا مركزًا ثقافيًا واقتصاديًا ودينيًا مهمًا.
على الرغم من أن إنتاج المخطوطات فيها بدأ في الانقراض في القرن التاسع عشر، إلا أن هرار لا تزال معروفة بعدد كبير من المخطوطات - وخاصة المصاحف - التي تحتفظ بها في المتاحف والمساجد والمجموعات الخاصة. يمكن العثور على هذه المصاحف في مجموعات ومعارض حول العالم.

## التكيف الإقليمي للخط العربي
كان الخط العجمي الذي يستخدم اللغة الهرارية القديمة [الإنجليزية] قيد الاستخدام في هرار منذ القرن السابع عشر. تشير عملية التعمية بشكل فضفاض إلى اللغات المحلية في المنطقة التي كُتبت بالخط العربي، وهي ممارسة تُستخدم لجعل الإسلام والقرآن الكريم أكثر سهولة في الوصول إليه بالنسبة للشعب الهراري. يقترح العلماء أن يكون هذا خيارًا جماليًا في إنتاج المخطوطات القرآنية، حيث لا توجد تناقضات معلوماتية بين القرآن الكريم المكتوب بالخط العربي والقرآن الكريم المكتوب بالخط العجمي.

## المصاحف الهرارية بين المماليك والمغول
وقد لاحظ العلماء المعاصرون أوجه تشابه بين المصاحف الهندية والمملوكية والهرارية والتي من المحتمل أن تكون نتيجة للتبادل المادي وتوزيع المخطوطات القرآنية عبر طرق التجارة في البحر الأحمر والمحيط الهندي. وقد أشارت إحدى أبرز الباحثين في هذا الموضوع، سناء ميرزا، إلى مكانة تقاليد المخطوطات اليمنية باعتبارها وسيطًا محتملاً بين مراكز إنتاج المخطوطات هذه.

### الأبجدية البيهارية
طُور الخط البيهاري، الذي يقع في مكان ما بين النصوص الزاوية والخط المتصل، في منطقة بيهار بحلول القرن الرابع عشر. انخفض استخدام الخط البيهاري نحو نهاية القرن السادس عشر، على الرغم من ظهور مخطوطات من القرن الثامن عشر إلى القرن التاسع عشر في أبحاث أكثر حداثة. كان يُستخدَم الخط في المقام الأول عند كتابة المخطوطات الدينية. في الهند ما قبل المغول، كان يستخدم بشكل حصري تقريبًا في المخطوطات القرآنية.

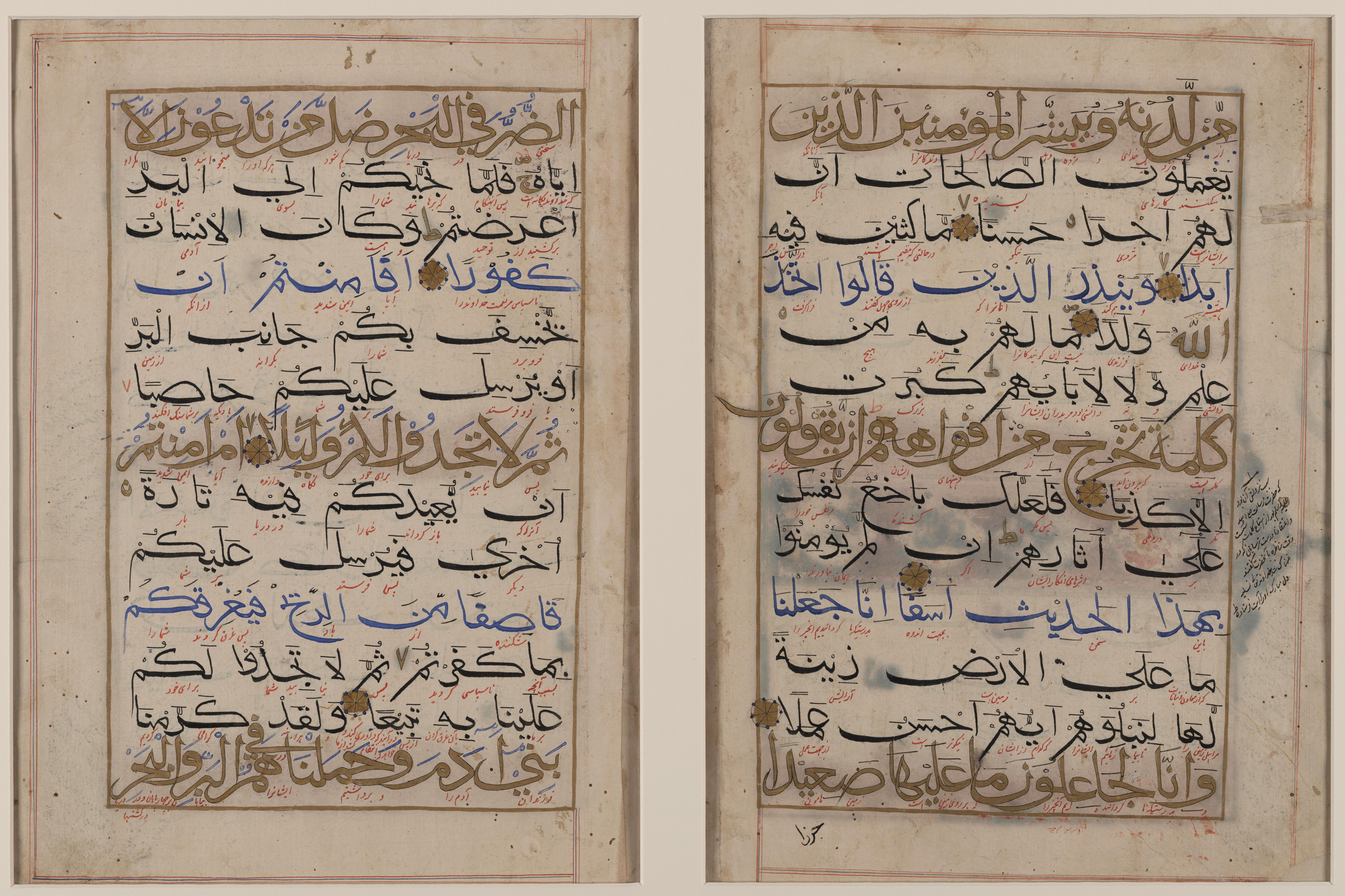
صفحة من القرآن الكريم مكتوبة بالخط البيهاري

على الرغم من عدم تحديد الباحثين له صراحةً على أنه نص بيهاري، فقد تم التعرف على الاختلافات في الخطوط الأفقية السميكة والإسفينية الشكل والخطوط العمودية الرقيقة والعلامات التشكيلية الأفقية  في المخطوطات القرآنية الهرارية بما في ذلك تلك الموجودة في متحف شريف هرر ومجموعة مليكان ومجموعة خليلي.

### زخارف هامشية متعرجة
الحواشي الهامشية المتعرجة - النصوص المضافة إلى المخطوطات القرآنية كتفسير للسور - هي سمة من سمات المخطوطات القرآنية الهندية التي تم التعرف عليها بشكل مماثل في المصاحف الهرارية. كانت هذه القراءات المتنوعة تُكتب عادةً بخط مختلف عن الآيات نفسها، وهو خط متصل أقل حدة، يُسمى الناشي الديواني. طُور خط الناشي الديواني في الهند خلال فترة السلطنة ويبدو أنه مشتق من النصوص الإدارية. على الرغم من أن ميرزا لم يُحدد استخدام النص الديواني في تحليلها لقرآن الخليلي، إلا أنها تشير إلى تمييز مماثل بين نصين منفصلين استخدما في الآية القرآنية والملاحظات الهامشية لهذه المجموعة.

### العلاقة مع المصاحف المملوكية
إن المحتوى البصري للمخطوطات القرآنية المبكرة والنسخ القرآنية الصادرة في عهد السلطنة المملوكية، التي حكمت مصر والشام والجزيرة الفراتية والحجاز في العصر من عام 1250 إلى عام 1517، متشابه في عناوين الفصول المزخرفة، والميداليات الهامشية المتحدة المركز، وأشكال الصفحات الأمامية. من المعروف أن أوجه التشابه بين مخطوطات هراري في القرن الثامن عشر تتمثل في استخدام الزخارف الهامشية وعناوين السور المزخرفة. على الرغم من أن الطفرة في إنتاج مخطوطات المصاحف الهرارية حدثت بعد هذه الفترة، فإن الحفاظ على التصميمات المملوكية في المخطوطات المصرية بالإضافة إلى توزيع المخطوطات التي تم إنشاؤها خلال العصر المملوكي قد يفسر هذه التشابهات الأسلوبية.

## الأمثلة

### مصحف القرآن الكريم في مجموعة خليلي

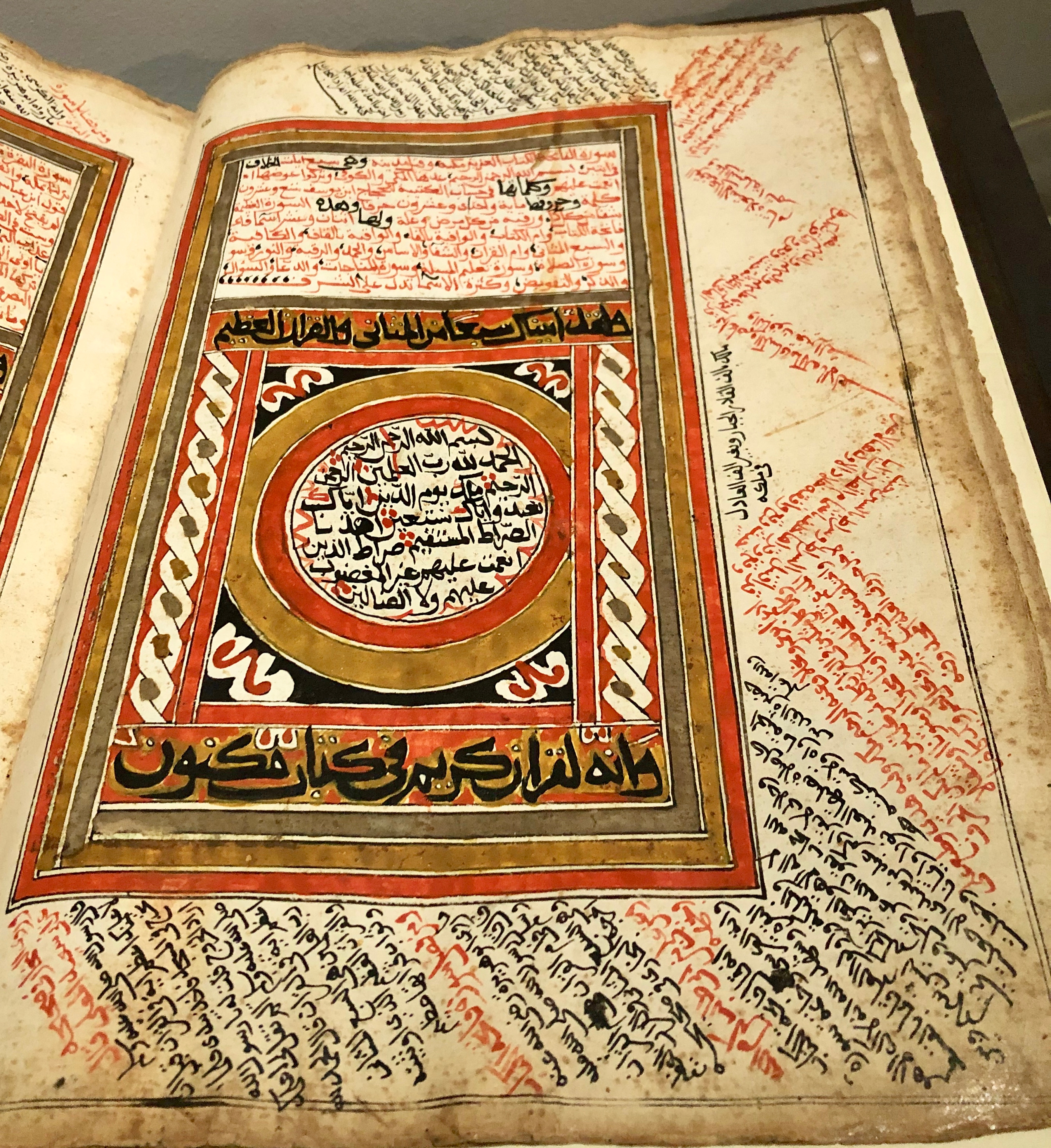
قرآن كريم مع هامش متعرج من مجموعة الخليلي

مصحف الخليلي هو مجلد واحد يتكون من 290 ورقة. يرجع تاريخ النسخة إلى أيلول أو تشرين الأول من عام 1749. كل صفحة، قياسها تقريبًا 32.5 × 22.5 سم على ورق أوروبي مطبوع، يحتوي على 15 سطرًا من النص القرآني محاط بإطار ثلاثي الخطوط. قُدم النص نفسه بالحبر الأسود، في حين كُتبَت التعليقات الهامشية الموجودة في جميع أنحاء الكتاب والتي توفر للقارئ قراءات مختلفة للكتاب، باللون الأحمر.

### مصحف القرآن الكريم في مجموعة مليكان
عُرضَت نسخة من القرآن الإثيوبي محفوظة في مجموعة مليكيان مؤخرًا في معرض إثيوبيا عند مفترق الطرق الذي أقيم مؤخرًا في متحف توليدو (طليطلة) للفنون. أُنتجَت هذه المخطوطة القرآنية في عام 1773، وتستخدم لوحة من الحبر الأسود والأحمر في المقام الأول؛ حيث يستخدم اللون الأحمر لعناوين السور، والتعليق الهامشي المتعرج، والهوامش، ويستخدم اللون الأسود للخط والعلامات الإعرابية. كل صفحة، تقريبًا 32 × 21.5 يحتوي سم على 17 سطرًا من النص السوداني الشرقي.

## المعارض
إن البحث في المصاحف الهرارية وعرضها محدود. كان معرض فن القرآن الكريم لعام 2017 أول معرض كبير في الولايات المتحدة يعرض المخطوطات الإسلامية، لكنه لم يتضمن أيًا منها من إثيوبيا. وتضمنت معارض أخرى مثل معرض أفريقيا وبيزنطة لعام 2023 مجموعة متنوعة من الفنون والتحف الإثيوبية، ولكن لم تتضمن أي مخطوطات قرآنية. لم تبدأ مخطوطات هراري في العرض إلا مؤخرًا في معارض المتاحف الكبرى مثل معرض "الجمال والإيمان" بجامعة بريغهام يونغ، ومعرض "القصص الخفية" بمتحف آغا خان، ومعرض " إثيوبيا عند مفترق الطرق" بمتحف والترز، والذي افتُتح في كانون الأول 2023، ومنذ ذلك الحين عُرض في متحف بيبودي إسيكس ومتحف توليدو للفنون.  

## طالع أيضًا
- الإسلام في إثيوبيا
- الإسلام في أفريقيا
- هرر
- المخطوطات القرآنية المبكرة
- الهرارية القديمة [الإنجليزية]